# Rheopherese
Die Rheopherese ist ein Verfahren zur extrakorporalen Blutreinigung (Aphereseverfahren), das zur Behandlung von Störungen der Mikrozirkulation entwickelt wurde. „Rheopherese“ setzt sich aus den Begriffen Rheologie und Apherese zusammen: die Rheologie beschäftigt sich mit den Blutfließeigenschaften. Die Apherese bezeichnet allgemein die Abtrennung bestimmter Bestandteile aus dem Blut. Das Verfahren wurde in der Universitätsklinik Köln entwickelt.
Bei dem Verfahren wird ein bestimmtes Spektrum hochmolekularer Substanzen aus dem Blutplasma herausgefiltert. Hierzu zählen Fibrinogen, alpha-2-Makroglobulin, LDL-Cholesterin, Von-Willebrand-Faktor und IgM. Dies bewirkt eine Absenkung von Blut- und Plasmaviskosität sowie der Aggregation von Erythrozyten. Dadurch werden der Blutfluss und die Mikrozirkulation, also der Stoffaustausch zwischen den kleinsten Gefäßen und dem umliegenden Gewebe, verbessert.

## Anwendungsbereiche

### Altersbedingte Makuladegeneration
Die Rheopherese wird zur Behandlung der sogenannten „trockenen“ Form der altersbedingten Makuladegeneration (AMD) und der diabetischen Netzhauterkrankung eingesetzt. Bei einer Studie der Universitäts-Augenklinik Köln wurde eine signifikante, aber zeitlich begrenzte Verbesserung der Sehfähigkeit gegenüber einer Kontrollgruppe festgestellt, die in einer amerikanischen Studie nach Angaben der Kölner Klinik bestätigt wurde. Eine neuere Studie der Universitäts-Augenklinik Frankfurt a. M. zeigte die Wirksamkeit der Rheopherese an 43 Patienten (22 Rheopherese, 21 Kontrollgruppe). Zum Endpunkt 7,5 Monate nach Studieneinschluss hatte sich das Sehvermögen in der Rheopheresegruppe im Mittel gebessert, in der Kontrollgruppe verschlechtert. Es gab eine statistisch signifikante mittlere Differenz in der Sehfähigkeit (0.95 ETDRS-Linien, p = 0,01).
Eine abschließende Beurteilung des Verfahrens zur Behandlung der AMD ist zurzeit aber noch nicht möglich.

### Hörsturz
Die Wirksamkeit des Verfahrens zur Behandlung des Hörsturzes wurde in einer in Deutschland durchgeführten kontrollierten, randomisierten multizentrischen klinischen Studie an 240 Patienten im Vergleich zur Standardtherapie gezeigt. Die Patienten wurden nach dem Zufallsprinzip in zwei Gruppen aufgeteilt: eine Gruppe erhielt zwei Rheopherese-Behandlungen innerhalb von drei Tagen, die Kontrollgruppe eine Standardtherapie nach den aktuellen Leitlinien der Gesellschaft für HNO-Heilkunde, bestehend aus Methylprednisolon (250 mg i.v. für drei Tage, nachfolgend orale Dosisreduzierung) oder einer Infusionstherapie (500 mL 6% HES + 600 mg Pentoxifyllin pro Tag) für jeweils insgesamt zehn Tage. Die Rheopherese erwies sich verglichen mit den untersuchten Standardtherapien als gleich wirksam (p < 0.001). In einer weiteren retrospektiven Untersuchung konnte bei Patienten mit rezidivierenden Hörsturzereignissen, die sich als refraktär gegenüber der Standard-Infusionstherapie erwiesen, mithilfe der Rheopherese eine signifikante Verbesserung des Hörvermögens erreicht werden.

### Weitere Anwendungsbereiche
Das Verfahren wird in Einzelfällen auch bei Störungen der Mikrozirkulation bei chronisch progredienten Erkrankungen wie dem ischämisch diabetischen Fuß oder der peripheren arteriellen Verschlusskrankheit (pAVK) eingesetzt.